# Thiessita
Thiessa Santos Woinbackk, geralmente conhecida como Thiessita, (Catalão, 9 de junho de 1990) é uma bióloga, atriz, ativista e youtuber brasileira. Em 2020 era considerada uma das duas principais influencers transgêneros, junto com Mandy Candy. No mesmo ano, interpretou Valentina no filme do mesmo nome, recebendo várias premiações.

## Vida pessoal
Thiessita nasceu em Catalão, interior de Goiás, filha de Maria Aparecida Santos, natural de Divinópolis. Após o nascimento, em resultado de depressão pós-parto, sua mãe deixou-a com o marido, pai de Thiessita, partindo para sua terra natal, sendo acolhida e criada pelo avô materno. Em 2020, Thiessita empreendeu uma campanha nas redes sociais, visando reencontrar sua mãe.
Na adolescência sentiu dificuldades de integração, sendo apontada na rua e confundida com uma travesti. Relacionava-se sobretudo com amigos LGBT, que a apoiaram, assim como seu avô paterno, embora a relação com seu pai fosse muito conturbada.
Estudou biologia na Universidade Federal de Goiás, mudando-se após a formatura para Uberlândia, em Minas Gerais, para trabalhar. O acesso ao mercado de trabalho foi difícil, sendo excluída da seleção quando viam seu nome antigo. Conseguiu empregar-se em uma empresa que empregava muita gente da comunidade LGBT+, trabalhando como analista de pesquisa internacional. Após problemas no emprego, derivados do que classifica como perseguição por parte da chefe, saiu do emprego e voltou para casa dos avós paternos em Catalão, onde morava em 2018.
Em 2019, Thiessita havia se mudado para São Paulo.
Thiessita nunca se identificou com o gênero com que nasceu, sempre se identificando como mulher. Usou sempre cabelo comprido, e desde criança possui traços femininos, devido a um problema de hipófise que a impediu de produzir testosterona. Thiessita fez a cirurgia de redesignação sexual em 2014, sofrendo muito no pós-operatório, afirmando ter levado seis meses até se sentir bem.Em 2019, Thiessita declarou que a cirurgia não a tornara mais mulher, e que se voltasse atrás não faria a cirurgia, embora a operação a tenha tornado mais confortável na relação sexual. Seu pai nunca aceitou a sua transexualidade.

## Carreira artística
Em 2016 criou um canal de YouTube onde publica conteúdos da sua autoria, que contava com cerca de meio milhão de seguidores em 2018, e mais de 770 mil seguidores e cerca de 35 milhões de visualizações em 2020.
Em 2020, Thiessita fez sua estreia no cinema, protagonizando a longa metragem brasileira Valentina, escrito e dirigido por Cássio Pereira dos Santos, onde interpreta uma jovem transsexual de 17 anos e os desafios diários que enfrenta em uma escola da cidade de Estrela do Sul, entre os quais os relacionados ao uso do nome social.
O filme teve estreia mundial no final de agosto desse ano, no Outfest Los Angeles LGBTQ Film Festival, no qual Thiessita ganhou o prêmio de melhor interpretação.

## Prêmios
No final de agosto de 2020, ganhou o Grande Prêmio do Júri na 38.ª edição do Outfest Los Angeles LGBTQ Film Festival, o mais antigo e relevante festival LGBT dos Estados Unidos, realizado em Los Angeles, para melhor intérprete pelo desempenho como protagonista de Valentina.
Em novembro do mesmo ano, ganhou a menção honrosa de melhor atriz na 43.ª Mostra Internacional de Cinema de São Paulo, e o prêmio de Melhor Interpretação da 27.ª edição do Festival Mix Brasil de Cultura da Diversidade pelo desempenho como Valentina, que esteve em grande destaque no certame.
Em abril de 2021, ganhou o prêmio de melhor interpretação como Valentina na 47.ª edição do Festival internacional de Cinema de Seattle, nos Estados Unidos.
Em 2022, venceu a 27.ª edição do Prêmio Guarani de Cinema Brasileiro, na categoria Melhor Revelação Feminina.